# Agostinho Neto
António Agostinho Neto (Ícolo e Bengo, 17 settembre 1922 – Mosca, 10 settembre 1979) è stato un politico e poeta angolano, fu il primo presidente dell'Angola dal 1975 al 1979.
In precedenza si distinse come capofila del movimento indipendentista mirante ad affrancare l'Angola dalla  dominazione coloniale portoghese.

## Biografia
Figlio di un pastore metodista, divenne figura di spicco negli anni quaranta, quando entrò a far parte di un movimento volto alla riscoperta della cultura tradizionale angolana. Fu accusato di attività anti-portoghese e fu incarcerato nel 1952 e nel 1955. 
Si allontanò per un periodo dall'Angola per studiare medicina a Coimbra. Si laureò nel 1958 e fu uno dei primi esponenti del movimento anti-coloniale. Tornato in patria, entrò in contrasto con le autorità coloniali, che vedevano in lui un elemento di disturbo.
Fu uno dei fondatori, nel dicembre 1956, del MPLA, una delle tre fazioni che rivendicavano l'allontanamento del Portogallo dall'Angola, e ne fu subito eletto presidente. Fu arrestato il 6 giugno 1960 per le sue attività politiche, scatenando le proteste dei suoi pazienti, che vennero però soffocate dalle truppe coloniali. Detenuto a Capo Verde e poi a Lisbona, riuscì a scappare in Marocco nel luglio 1962, mettendosi a capo della resistenza dall'esilio. Con la sua autorità culturale di poeta e politica di uomo d'azione, Neto riuscì a sensibilizzare l'opinione pubblica internazionale e riuscì a ottenere l'appoggio delle forze anti-colonialiste.
Dopo l'indipendenza angolana, ottenuta l'11 novembre 1975, andò alla guida del paese. Neto combatté contro le fazioni armate appoggiate dall'Occidente e le sconfisse nel 1976, controllando tutta l'Angola. Il suo governo sviluppò relazioni strette con l'Unione Sovietica e gli altri Stati comunisti. Nel maggio del 1977 scampò a un attentato.
Morì a Mosca, dove si era recato per farsi curare un cancro al pancreas, il 10 settembre 1979. Nelle funzioni di presidente e guida del MPLA gli successe ad interim, per pochi giorni, Lúcio Lara e, il 21 settembre 1979, José Eduardo dos Santos.

## Opere
La sua attività poetica, che vede la pubblicazione di Quatro poemas de Agostinho Neto (1957), Poemas (1961), Sagrada esperança (1974) e A renúncia impossível (1982, postumo), ha come tema principale la lotta diretta contro il potere coloniale. Ha inoltre espresso le sue concezioni marxiste in alcuni saggi a tema politico, come Quem é o inimigo... qual é o nosso objectivo? (1974), Destruir o velho para construir o novo (1976) e Ainda o meu sonho (1980, postumo).